# دائرة أولاد خضير
دائرة أولاد خضير إحدى دوائر ولاية بني عباس الجزائرية . عاصمتها هي أولاد خضير وتضم بلديات :
- أولاد خضير
- القصابي